# UB Mingoes FC
El UB Mingoes FC es un equipo de fútbol de Bahamas que juega en la BFA Senior League, la primera división de fútbol en el país.

## Historia
Fue fundado en el año 2007 con el nombre COB Caribs, debutando un año después en la BFA Senior League.
El 28 de febrero de 2017 el club es refundado con su nombre actual, y como el equipo que representa a la Universidad de las Bahamas por mandato del Gobierno de las Bahamas, también revelando sus colores y mascota para la temporada.
En la temporada 2018 logran ganar su primer título nacional.

## Palmarés
- BFA Senior League: 1

2017/18